# Claire Trevor
Claire Trevor (Nova Iorque, 8 de Março de 1910 — 8 de Abril de 2000) foi uma premiada atriz norte-americana.

## Biografia
Claire Trevor estreou no teatro em 1931 e no cinema em 1933. Filha de um alfaiate, Trevor se tornou uma das atrizes mais solicitadas para papéis coadjuvantes nas décadas de 40 e 50. Foi casada três vezes, teve três filhos e foi indicada três vezes para o Oscar de Melhor Atriz coadjuvante e ganhou uma vez pelo filme Key Largo. Mas o seu papel mais popular foi o da prostituta "Dallas", no filme clássico de John Ford, Stagecoach (1939), no qual contracenou com John Wayne.
A primeira indicação/nomeação ao Óscar veio com o filme Dead End, de 1937 em que fazia o papel de uma moça de família que se tornava prostituta. Entretanto o prêmio só viria por seu trabalho como uma ex-cantora que se entrega ao alcoolismo em Fúria de Paixões de 1948. Foi indicada mais uma vez em 1954 por Um Fio de Esperança.
A atriz também participou de várias séries de TV e ganhou um Emmy como melhor atriz. Sua última participação no cinema foi em 1982 em "Meu Adorável Fantasma".

## Filmografia

### Cinema
| Ano   | Título                        | Papel                             | Notas                                        |
| ----- | ----------------------------- | --------------------------------- | -------------------------------------------- |
| 1933  | Jimmy and Sally               | Sally Johnson                     |                                              |
| 1933  | The Mad Game                  | Jane Lee                          |                                              |
| 1933  | The Last Trail                | Patricia Carter                   |                                              |
| 1933  | Life in the Raw               | Judy Halloway                     |                                              |
| 1934  | Elinor Norton                 | Elinor Norton                     |                                              |
| 1934  | Baby Take a Bow               | Kay Ellison                       |                                              |
| 1934  | Wild Gold                     | Jerry Jordan                      |                                              |
| 1934  | Hold That Girl                | Tonie Bellamy                     |                                              |
| 1935  | Spring Tonic                  | Betty Ingals                      |                                              |
| 1935  | Black Sheep                   | Jeanette Foster                   |                                              |
| 1935  | My Marriage                   | Carol Barton                      |                                              |
| 1935  | Navy Wife                     | Vicky Blake                       |                                              |
| 1935  | Dante's Inferno               | Betty McWade                      |                                              |
| 1936  | Career Woman                  | Carroll Aiken                     |                                              |
| 1936  | Star for a Night              | Nina Lind                         |                                              |
| 1936  | To Mary - with Love           | Kitty Brant                       |                                              |
| 1936  | Human Cargo                   | Bonnie Brewster                   |                                              |
| 1936  | Song and Dance Man            | Julia Carroll                     |                                              |
| 1936  | 15 Maiden Lane                | Jane Martin                       |                                              |
| 1937  | Big Town Girl                 | Fay Loring                        |                                              |
| 1937  | Second Honeymoon              | Marcia                            |                                              |
| 1937  | One Mile from Heaven          | Lucy 'Tex' Warren                 |                                              |
| 1937  | King of Gamblers              | Dixie Moore                       |                                              |
| 1937  | Time Out for Romance          | Barbara Blanchard                 |                                              |
| 1937  | Dead End                      | Francey                           | Nominada — Oscar de melhor atriz coadjuvante |
| 1938  | Five of a Kind                | Christine Nelson                  |                                              |
| 1938  | Valley of the Giants          | Lee Roberts                       |                                              |
| 1938  | Walking Down Broadway         | Joan Bradley                      |                                              |
| 1938  | The Amazing Dr. Clitterhouse  | Jo Keller                         |                                              |
| 1939  | Stagecoach                    | Dallas                            |                                              |
| 1939  | I Stole a Million             | Laura Benson                      |                                              |
| 1939  | Allegheny Uprising            | Janie MacDougall                  |                                              |
| 1940  | Dark Command                  | Miss Mary Cloud                   |                                              |
| 1941  | Texas                         | Mike King                         |                                              |
| 1941  | Honky Tonk                    | 'Gold Dust' Nelson                |                                              |
| 1942  | The Adventures of Martin Eden | Connie Dawson                     |                                              |
| 1942  | Crossroads                    | Michelle Allaine                  |                                              |
| 1942  | Street of Chance              | Ruth Dillon                       |                                              |
| 1943  | The Woman of the Town         | Dora Hand                         |                                              |
| 1943  | Good Luck, Mr. Yates          | Ruth Jones                        |                                              |
| 1943  | The Desperadoes               | Countess Maletta                  |                                              |
| 1944  | Murder, My Sweet              | Mrs. Helen Grayle                 |                                              |
| 1945  | Johnny Angel                  | Lilah 'Lily' Gustafson            |                                              |
| 1946  | The Bachelor's Daughters      | Cynthia                           |                                              |
| 1946  | Crack-Up                      | Terry Cordell                     |                                              |
| 1947e | Born to Kill                  | Helen Trent                       |                                              |
| 1948  | Raw Deal                      | Pat Cameron                       |                                              |
| 1948  | The Velvet Touch              | Marian Webster                    |                                              |
| 1948  | The Babe Ruth Story           | Claire (Hodgson) Ruth             |                                              |
| 1948  | Key Largo                     | Gaye Dawn                         | Oscar de melhor atriz coadjuvante            |
| 1949  | The Lucky Stiff               | Marguerite Seaton                 |                                              |
| 1950  | Borderline                    | Madeleine Haley, aka Gladys LaRue |                                              |
| 1951  | Best of the Badmen            | Lily                              |                                              |
| 1951  | Hard, Fast and Beautiful      | Millie Farley                     |                                              |
| 1952  | Stop, You're Killing Me       | Nora Marko                        |                                              |
| 1952  | My Man and I                  | Mrs. Ansel Ames                   |                                              |
| 1952  | Hoodlum Empire                | Connie Williams                   |                                              |
| 1953  | The Stranger Wore a Gun       | Josie Sullivan                    |                                              |
| 1954  | The High and the Mighty       | May Holst                         | Nominada — Oscar de melhor atriz coadjuvante |
| 1955  | Man Without a Star            | Idonee                            |                                              |
| 1955  | Lucy Gallant                  | Lady MacBeth                      |                                              |
| 1956  | The Mountain                  | Marie                             |                                              |
| 1958  | Marjorie Morningstar          | Rose Morgenstern                  |                                              |
| 1962  | Two Weeks in Another Town     | Clara Kruger                      |                                              |
| 1963  | The Stripper                  | Helen Baird                       |                                              |
| 1965  | How to Murder Your Wife       | Edna                              |                                              |
| 1967  | The Cape Town Affair          | Sam Williams                      |                                              |
| 1982  | Kiss Me Goodbye               | Charlotte Banning                 |                                              |

### Televisão
| Ano       | Título                        | Papel                    | Notas                                                      |
| --------- | ----------------------------- | ------------------------ | ---------------------------------------------------------- |
| 1953-1954 | The Ford Television Theatre   | Felicia Crandell         | 2 episódios                                                |
| 1954-1955 | Lux Video Theatre             |                          | 2 episódios                                                |
| 1954-1956 | General Electric Theater      | Cora Leslie              | 2 episódios                                                |
| 1955      | Stage 7                       |                          | 1 episódio                                                 |
| 1956      | Climax!                       |                          | 1 episódio                                                 |
| 1956      | Schlitz Playhouse of Stars    |                          | 1 episódio                                                 |
| 1956      | Producers' Showcase           | Fran Dodsworth           | 1 episódio - Emmy de Best Single Performance by an Actress |
| 1956-1961 | Alfred Hitchcock Presents     | Mary Prescott Mrs. Meade | 2 episódios                                                |
| 1957      | Playhouse 90                  | Elizabeth Owen           | 1 episódio                                                 |
| 1959      | Westinghouse Desilu Playhouse | Savannah Brown           | 1 episódio                                                 |
| 1959      | Wagon Train                   | C.L. Harding             | 1 episódio                                                 |
| 1959      | The Untouchables              | Kate Clark 'Ma' Barker   | 1 episódio                                                 |
| 1960      | The United States Steel Hour  |                          | 1 episódio                                                 |
| 1961      | The Investigators             | Kitty Harper             | 1 episódio                                                 |
| 1962      | Dr. Kildare                   | Veronica Johnson         | 1 episódio                                                 |
| 1983      | The Love Boat                 |                          | 1 episódio                                                 |
| 1987      | Murder, She Wrote             | Judith Harlan            | 1 episódio                                                 |
| 1987      | Breaking Home Times           | Grace Porter             | Filme para televisão                                       |